# Cífer

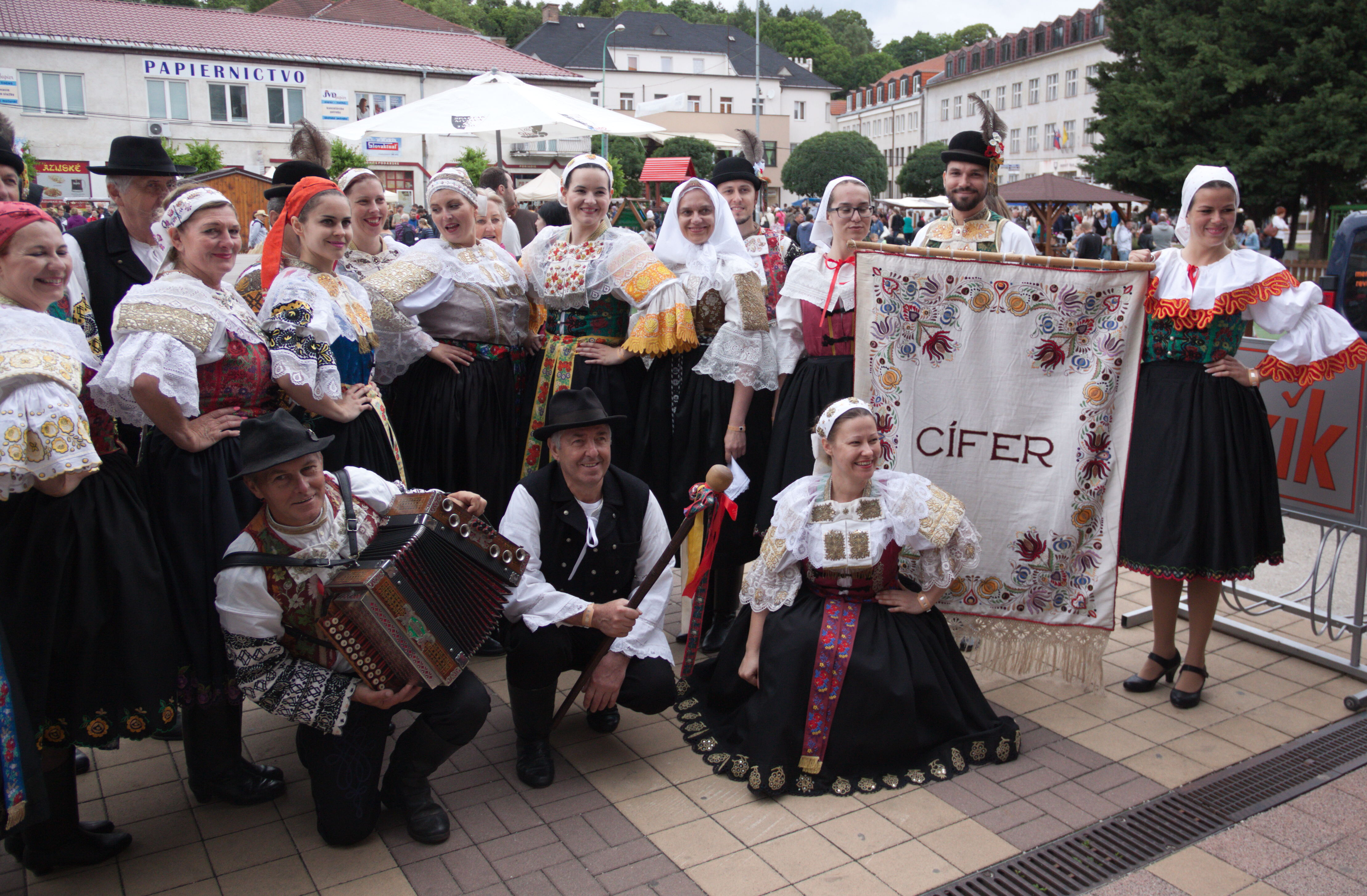

Cífer (en allemand : Ziffer ; en hongrois : Czífer) est un village de Slovaquie situé dans la région de Trnava.

## Histoire
Première mention écrite du village en 1291.

## Démographie

### Évolution de la population
| Année:               | 1994. | 2004.   | 2014.   | 2024.    |
| -------------------- | ----- | ------- | ------- | -------- |
| Nombre de personnes: | 3765  | 3837    | 4142    | 4886     |
| Différence:          |       | +1,91 % | +7,94 % | +17,96 % |

| Année:               | 2023. | 2024.   |
| -------------------- | ----- | ------- |
| Nombre de personnes: | 4832  | 4886    |
| Différence:          |       | +1,11 % |